# 雪洞镇
雪洞镇，是中华人民共和国贵州省黔东南苗族侗族自治州三穗县下辖的一个乡镇级行政单位。

## 行政区划
雪洞镇下辖以下地区：
雪洞村、界牌村、平关村、巴仙村、普及村、洞阳村、民主村、岩门村、桃溪村、大元村、黄海村、小新村和大塘村。